# Ciudadanos por la Innovación
Ciudadanos por la Innovación (deutsch: Bürger für Innovation, kurz: CI) ist eine Partei in Äquatorialguinea. Die Partei war zeitweise die einzige im Parlament des autoritär geführten westafrikanischen Staates vertretene Oppositionspartei.

## Geschichte
Die Partei konnte vor den Wahlen in Äquatorialguinea einen großen Zulauf verzeichnen und organisierte Großkundgebungen, unter anderem in Malabo, mit Tausenden Mitgliedern. In dem von Teodoro Obiang seit 1979 autoritär geführten Staat hat die CI als Oppositionspartei mit massiver Unterdrückung zu kämpfen. Der CI-Vorsitzende Gabriel Nse Obiang wurde nicht als Kandidat für die Präsidentschaftswahl 2016 zugelassen, da er zuvor im spanischen Exil gelebt hatte und daher fünf Jahre in Folge nicht in Äquatorialguinea gelebt hatte. Von der Parlamentswahl am 12. November 2017 wurde er ebenfalls ausgeschlossen, da er wegen Beleidigung der Regierungspartei zu sechs Monaten Haft verurteilt wurde und ihm jegliche politische Aktivität untersagt wurde. Trotzdem konnte die CI einen der 100 Parlamentssitze für sich gewinnen, die restlichen 99 Sitze entfielen auf die Regierungspartei.
Nach einem angeblichen Putschversuch am 27. Dezember 2017, der von Regierungskräften vereitelt wurde, wurde die CI beschuldigt, den Putsch organisiert zu haben. Daraufhin wurden Parteigebäude in Malabo und Bata von Sicherheitskräften gestürmt und zahlreiche führende Politiker und Anhänger der CI zu langjährigen Haftstrafen verurteilt. Am 28. Februar 2018 erklärte die Justiz Äquatorialguineas die Partei offiziell für aufgelöst. Beobachter vermuteten, dass der Putsch von der Regierung vorgetäuscht wurde, um ein härteres Vorgehen gegen die CI zu rechtfertigen.